# Serafin (osada leśna)
Serafin – osada leśna w Polsce położona w województwie mazowieckim, w powiecie ostrołęckim, w gminie Łyse.